# Probatiomimus signiferus
Probatiomimus signiferus là một loài bọ cánh cứng trong họ Cerambycidae.